# Сахаров, Александр (футболист)
Александр Сахаров Фёдорович (род. 1974) — Российский ,Казахстанский футболист, защитник.
В 1992 году провёл шесть матчей в чемпионате Казахстана в составе «Уральца», забил один гол — в ворота ЦСКА Алма-Ата (8:0).